# Гвалтарела (Перуђа)
Гвалтарела је насеље у Италији у округу Перуђа, региону Умбрија.
Према процени из 2011. у насељу је живело 125 становника. Насеље се налази на надморској висини од 400 м.